# کینیدین
کینیدین (به انگلیسی: Quinidine)
رده درمانی: داروهای آنتی آریتمیک
اشکال دارویی: قرص

## موارد مصرف
کینیدین هرچند ایزومر فضایی کینین و از مشتقات درخت سین کونا است ولی امروزه اغلب در درمان آریتمی‌های قلب استفاده می‌شود. کینیدین یکی از داروهای ضد آریتمی‌های رده I است.

## مکانیسم اثر
تمام ضد آریتمی‌های رده I هدایت تحریک الکتریکی قلب را (به خصوص در سلول‌های دپلاریزه) کند یا مسدود می‌کنند و ضربان سازهای غیرطبیعی را کند یا حذف می‌کنند. این داروها بر بافت غیرطبیعی سریع تر اثر می‌گذارند تا بر کانال‌های طبیعی زیرا کانال‌های یونی در بافت آریتمیک زمان بیشتری را در وضعیت باز یا غیرفعال می‌گذرانند و تحت چنین شرایطی این داروها برای اتصال به این گیرنده‌ها تمایل بیشتری دارند.
عوامل رده IA مانند کینیدین و پروکائین آمید هم بر آریتمی‌های دهلیزی و هم آریتمی‌های بطنی تاثیر می‌گذارند. این داروها هم کانال‌های سدیم را مسدود می‌کنند و هم پتاسیم فعلی (در جریان) را کاهش می‌دهند. آن‌ها مدت پتانسیل عمل و دوره مقاومت مؤثر را افزایش داده که منجر به کند شدن سرعت هدایت و مهار ضربان سازهای نابجا می‌شود. ممکن است این داروها فاصله QTc را در نتیجه افزایش مدت پتانسیل عمل طولانی کنند.

## عوارض جانبی
سندرم سینکونیزم همراه با سردرد، سرگیجه و وزوزگوش است. احساس سبکی سر، خستگی، ضعف، اختلال خواب، لرزش، تهوع، ناراحتی معده و اسهال، تپش قلب یا ضربان قلب نامنظم، درد سینه، بثورات جلدی، زردی چشم‌ها یا پوست، خونریزی یا کبودشدگی غیرمعمول و اختلالات بینایی مانند تاری دید دوطرفه، محدود شدن میدان دید و گاه کوری.مصرف در بیماران مبتلا به میاستنی گراویس با احتیاط انجام شود.